# Erigeron parryi
Erigeron parryi là một loài thực vật có hoa trong họ Cúc. Loài này được Canby & Rose mô tả khoa học đầu tiên năm 1890.